# Boiga nigriceps
Espèce
Synonymes
- Dipsas nigriceps Günther, 1863
- Dipsas hoffmanseggii Peters, 1867

Statut de conservation UICN

 LC  : Préoccupation mineure
Boiga nigriceps  est une espèce de serpents de la famille des Colubridae.
C'est une couleuvre venimeuse mais elle est considérée comme non dangereuse pour l'homme même si sa morsure peut être douloureuse (aucun cas de décès n'a été enregistré).

## Répartition
Cette espèce se rencontre en Chine (dans la province du Guangxi), en Indonésie, en Malaisie et en Thaïlande.

## Description

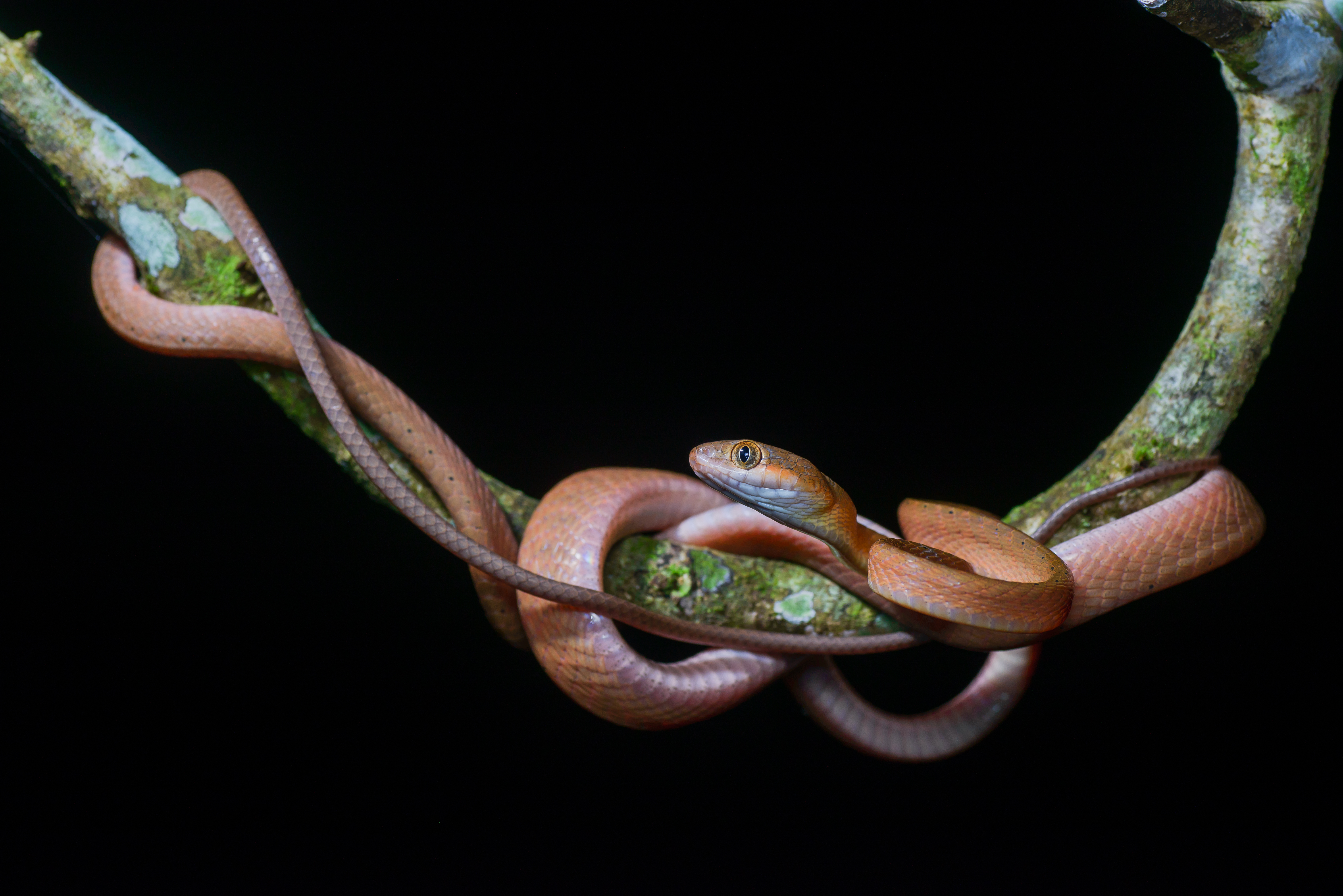
Boiga nigriceps dans le อุทยานแห่งชาติเขาหลวง, Thaïlande. Septembre 2016.

Dans sa description, Günther décrit cette espèce comme possédant un corps et une queue très allongés et fins. Son dos est rougeâtre clair à reflets olive et irrégulièrement tacheté de brun. Le dessus de sa tête est uniformément noirâtre, le dessous jaunâtre. Le spécimen décrit faisait 65 pouces soit environ 165 cm et dont la queue mesurait 15,5 pouces, soit environ 395 mm.

## Liste des sous-espèces
Selon The Reptile Database (12 février 2014) :
- Boiga nigriceps nigriceps (Günther, 1863)
- Boiga nigriceps brevicauda Smith, 1926 - Indonésie (îles de Siberut et Sipura)

## Étymologie
Son nom d'espèce, du latin nigri, « noir », et ceps, « tête », fait référence à la coloration de sa tête. La sous-espèce Boiga nigriceps brevicauda, du latin brevi, « court », et cauda, « queue », doit son nom à sa queue plus courte que l'espèce type.

## Publications originales
- Günther, 1863 : Third account of new species of snakes in the collection of the British Museum. Annals and magazine of natural history, sér. 3, vol. 12, p. 348-365 (texte intégral).
- Peters, 1867 : Herpetologische Notizen. Monatsberichte der Königlich Preussischen Akademie der Wissenschaften zu Berlin, vol. 1867, p. 13-37 (texte intégral).
- Smith, 1926 : Spolia Mentawia: Reptiles and amphibians. Annals and Magazine of Natural History, sér. 9, vol. 18, p. 79.